# Torsten Swensson
Bengt Olof Torsten Swensson, född den 19 december 1894 i Norrköping, död 20 oktober 1976 i Stockholm, var en svensk kemist och ämbetsman. 
Swensson blev filosofie doktor 1919 och var docent i fotokemi vid Stockholms högskola 1921–1946. Han blev ingenjör vid mynt- och justeringsverket 1919, förste ingenjör 1929 och var myntdirektör 1945–1961 (ställföreträdande 1930–1945). Han var sakkunnig rörande ändrad lagstiftning om mått och vikt 1931 samt rörande kontrollen å guld-, silver- och platinaarbeten 1952–1955 och rådgivare vid Tekniska nomenklaturcentralen 1941. Swensson deltog i 4:e, 5:e, 6:e och 7:e jämförelsen mellan svenska riksprototyperna och mynt- och justeringsverkets huvudlikare och innehade uppdrag för Unesco i Kairo 1962–1965.